# C.F. Christensen
Christian Ferdinand Christensen, född 28 juli 1805 i Köpenhamn, död där 30 oktober 1883, var en dansk teaterdekorationsmålare.
C.F. Christensen var son till  Christian Christensen och Vilhelmine Thomea Baahl. Fadern dog i C.F. Christensens tidiga barndom.Han hade anlag för musik, men hans läppar tålde inte hanteringen ned valthornets munstycke, varför han påbörjade utbildning på Det Kongelige Danske Kunstakademis Tegneskola för Christian August Lorentzen.  
blev 1841, efter en utländsk resa, medlem av Kunstakademiet och kort därefter dekorationsmålare vid kungliga teatern, en plats som han innehade till 1869. Mest anmärkningsvärda är hans vackra landskapsdekorationer, föreställande danska och italienska nejder.

## Utmärkelser
- Riddare av Dannebrogorden,  1856[1]

[Redigera Wikidata]